# Catedrala Sfântul Vitus din Praga
Catedrala Mitropolitană a Sfinților Vitus, Venceslau și Adalbert (în cehă metropolitní katedrála svatého Víta, Václava a Vojtěcha) este o catedrală mitropolitană romano-catolică situată în Cetatea Praga, necropolă regală și imperială, catedrală a Arhiepiscopiei de Praga. Construcția actuală, în stil gotic, a început în anul 1344 la inițiativa împăratului Carol al IV-lea, pe locul unei bazilici romanice cu trei nave, ale cărei ziduri au fost parțial integrate în noua clădire, precum absida de sud, cu mormântul sfântului Venceslau (în cehă Václav). Până în 1997 catedrala a fost dedicată numai Sfântului Vitus și este încă frecvent numită doar Catedrala Sf. Vitus.
Aceasta catedrală este un excelent exemplu de arhitectură gotică și este cea mai mare și cea mai importantă biserică din țară. Situată în Cetatea din Praga și conținând mormintele mai multor regi ai Boemiei și împărați ai Sfântului Imperiu Roman, catedrala se află în proprietatea guvernului ceh ca parte a complexului Cetății Praga. Catedrala are următoarele dimensiuni: 124 x 60 metri, turnul principal are înălțimea de 96,5 metri, turnurile din față au 82 m, iar bolta are înălțimea de 33,2 m.
În dreptul portalului de sud al catedralei se află Statuia Sfântului Gheorghe realizată în anul 1373 de sculptorii Martin și Gheorghe din Cluj (în cehă Martina a Jiřího z Kluže) la comanda împăratului Carol al IV-lea. Copii ale acestei statui se află la Budapesta, în apropiere de Bastionul Pescarilor, și în fața Bisericii Reformate de pe Ulița Lupilor din Cluj. O altă copie se află în Muzeul Hradului din Praga. Între anii 1870-1929 au avut loc ample lucrări de renovare în stil neogotic.

## Origini
Catedrala actuală este cea de-a treia dintr-o serie de edificii religioase care au existat pe acest loc, toate având hramul Sf. Vitus. Prima biserică a fost o rotondă romanică timpurie fondată de către Venceslau I, Duce al Boemiei în 930. Acest sfânt patron a fost ales pentru că Venceslau a dobândit o relicvă sfântă – brațul Sf. Vitus – de la împăratul Henric I. De asemenea, este posibil ca Venceslau, care dorea să-și convertească supușii mai ușor la creștinism, să fi ales un sfânt al cărui nume (Svatý Vít în limba cehă) sună foarte mult cu numele divinității solare slave  Svantevit. Două populații religioase, creștinii în creștere și comunitatea păgână în scădere, au trăit simultan în castelul Praga, cel puțin până în secolul al XI-lea.
În anul 1060, după ce a fost înființată Episcopia de Praga, prințul Spytihněv al II-lea a dorit să construiască o biserică mai spațioasă deoarece a devenit clar că rotonda existentă era prea mic pentru a-i găzdui pe credincioși. În locul ei a fost construită o bazilică romanică mult mai mare și mai reprezentativă. Deși aspectul său nu a fost încă complet reconstituit, cei mai mulți experți sunt de acord că era o bazilică cu trei nave, cu două coruri și o pereche de turnuri legate de transeptul vestic. Proiectarea catedralei s-a realizat potrivit arhitecturii romanice din Sfântul Imperiu Roman, vizibilă mai ales la biserica abației din Hildesheim și la domul din Speyer. Absida sudică a rotondei a fost încorporată în partea de est a transeptului noii biserici pentru că a adăpostit mormântul Sfântului Venceslau, care a devenit patronul spiritual al prinților cehi. O reședință episcopală a fost construită, de asemenea, la sud de biserica nouă și a fost lărgită considerabil și extinsă la mijlocul secolului al XII-lea.

## Catedrala gotică

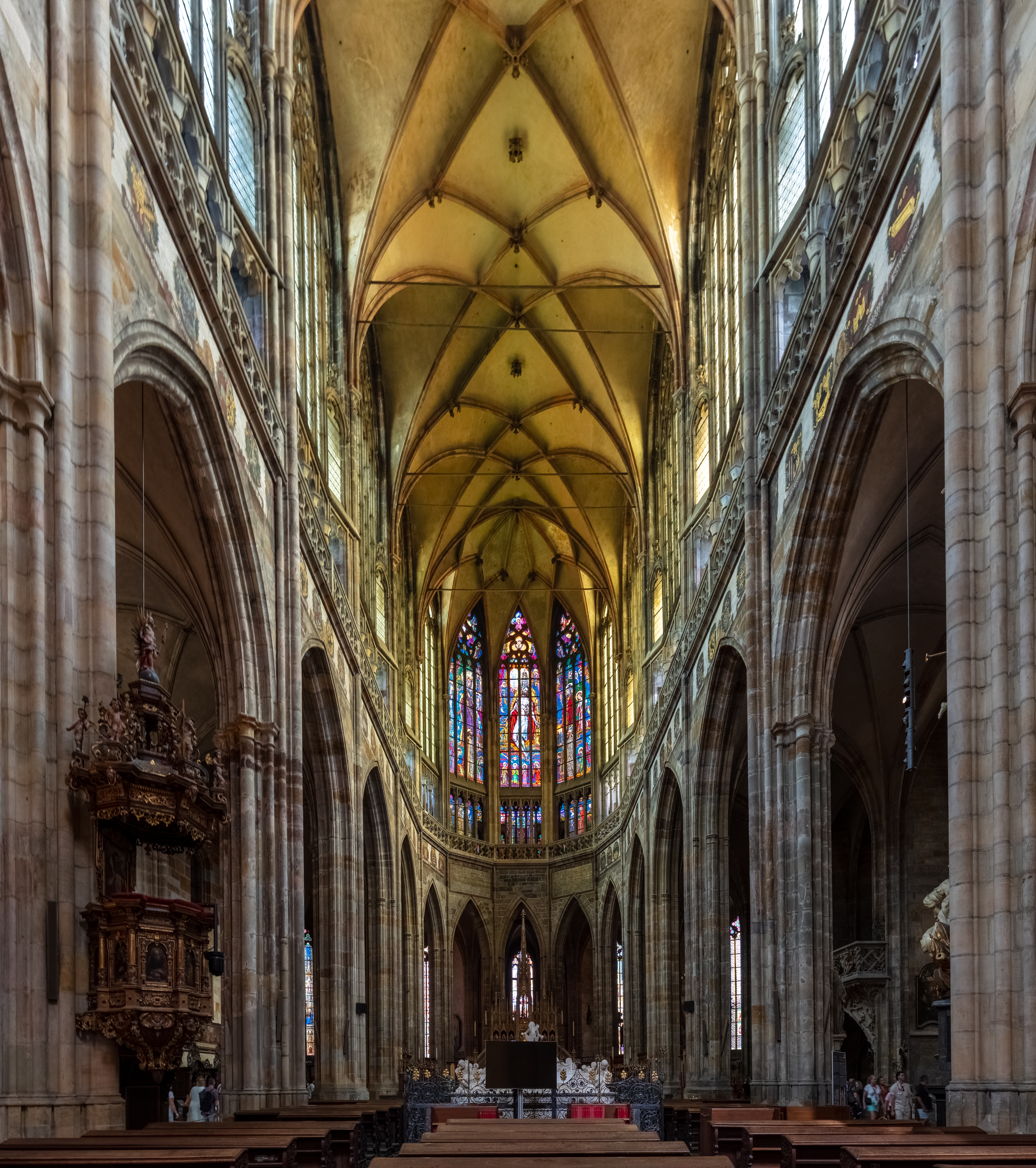
Catedrala Sf. Vitus (interior)

Actuala catedrală gotică a fost fondată la 21 noiembrie 1344, când Episcopia de Praga a fost ridicată la rangul de arhiepiscopie. Piatra de temelie pentru noua clădire a fost pusă de regele Ioan al Boemiei. Patronii săi au fost capitlul catedralei (condus de un decan), arhiepiscopul Arnost din Pardubice, și, mai presus de toate, Carol al IV-lea, rege al Boemiei și viitor împărat al Sfântului Imperiu Roman, care își dorea ca noua catedrală să fie o biserică de încoronare, o criptă a familiei, cameră de tezaur pentru cele mai prețioase relicve ale regatului și ultimul loc de odihnă al sfântului Venceslau. Primul meșter constructor a fost francezul Matthias din Arras, desemnat de la palatul papal din Avignon. Matthias a proiectat structura de ansamblu a clădirii în stil gotic francez: o bazilică cu trei nave, cu un transept scurt, o absidă în formă de decagon cu ambulatoriu și capele dispuse în formă de raze. Cu toate acestea, el a construit doar partea estică a corului: arcadele și ambulatoriul. Structura verticală în stil gotic francez târziu se observă și astăzi în aspectul actual al catedralei.
După moartea lui Matthias în anul 1352, un nou meșter constructor a preluat construcția catedralei. Acesta a fost Peter Parler, care avea la acel moment doar 23 de ani și era fiul arhitectului bisericii Heilig-Kreuz-Münster din Schwäbisch Gmünd. Parler a lucrat la început doar după planurile lăsate de predecesorul său, construind sacristia de pe latura de nord a corului și capela de pe latura sudică. După ce a terminat tot ce lăsase neterminat Matthias, el a continuat după propriile sale idei. Proiectul îndrăzneț și inovator al lui Parler a adus o sinteză nouă și unică a elementelor de arhitectură gotică. Acest lucru este cel mai bine exemplificat în bolțile pe care le-a proiectat pentru cor. Așa-numitele bolți ale lui Parler au nervuri duble (nu simple, ca în bolțile gotice clasice) diagonale care se întind pe lățimea corului. Perechile de nervuri încrucișate creează o rețea, care consolidează în mod considerabil bolta. Ele realizează o ornamentație vie tavanului, iar bolțile care se intersectează creează un model într-un zigzag dinamic pe lungimea catedralei.

O imagine a catedralei dinspre sud: turnul principal și Poarta de Aur. Turnul principal în stil gotic a fost finalizat în stil baroc de către Nikolaus Pacassi.

În timp ce Matthias din Arras a fost instruit în domeniul geometriei, punând astfel accent pe sistemele rigide de proporții și pe compozițiile matematice clare în designul său, Parler a fost pregătit ca sculptor și cioplitor în piatră. El a tratat arhitectura ca pe o sculptură, jucându-se cu formele structurale de piatră. În afară de bolțile sale destul de îndrăznețe, particularitățile muncii sale pot fi, de asemenea, văzute în aspectul stâlpilor (cu columne clasice, în formă de clopot care au fost aproape uitate de stilul gotic), în bolta ingenioasă a cupolei capelei Sf. Venceslau, în pereții ondulați, în formă originală a ferestrelor (nu există două ferestre identice, ornamentația este întotdeauna diferită) și în panourile oarbe ale contraforturilor. Sculptura arhitecturală a obținut un rol considerabil în perioada în care Parler a coordonat construcția catedralei, așa cum se poate vedea în console, în buiandrugi și, în special, în triforiu, unde sunt reprezentate fețe ale membrilor familiei regale, ale sfinților, ale episcopilor de Praga și ale celor doi meșteri constructori, inclusiv Parler.
Lucrările la catedrală, cu toate acestea, au avansat destul de lent, pentru că între timp împăratul l-a însărcinat pe Parler și cu multe alte proiecte, cum ar fi construcția noului Pod Carol din Praga și a mai multor biserici din Boemia. Prin 1397, când Peter Parler a murit, erau finalizate doar corul și unele părți ale transeptului.

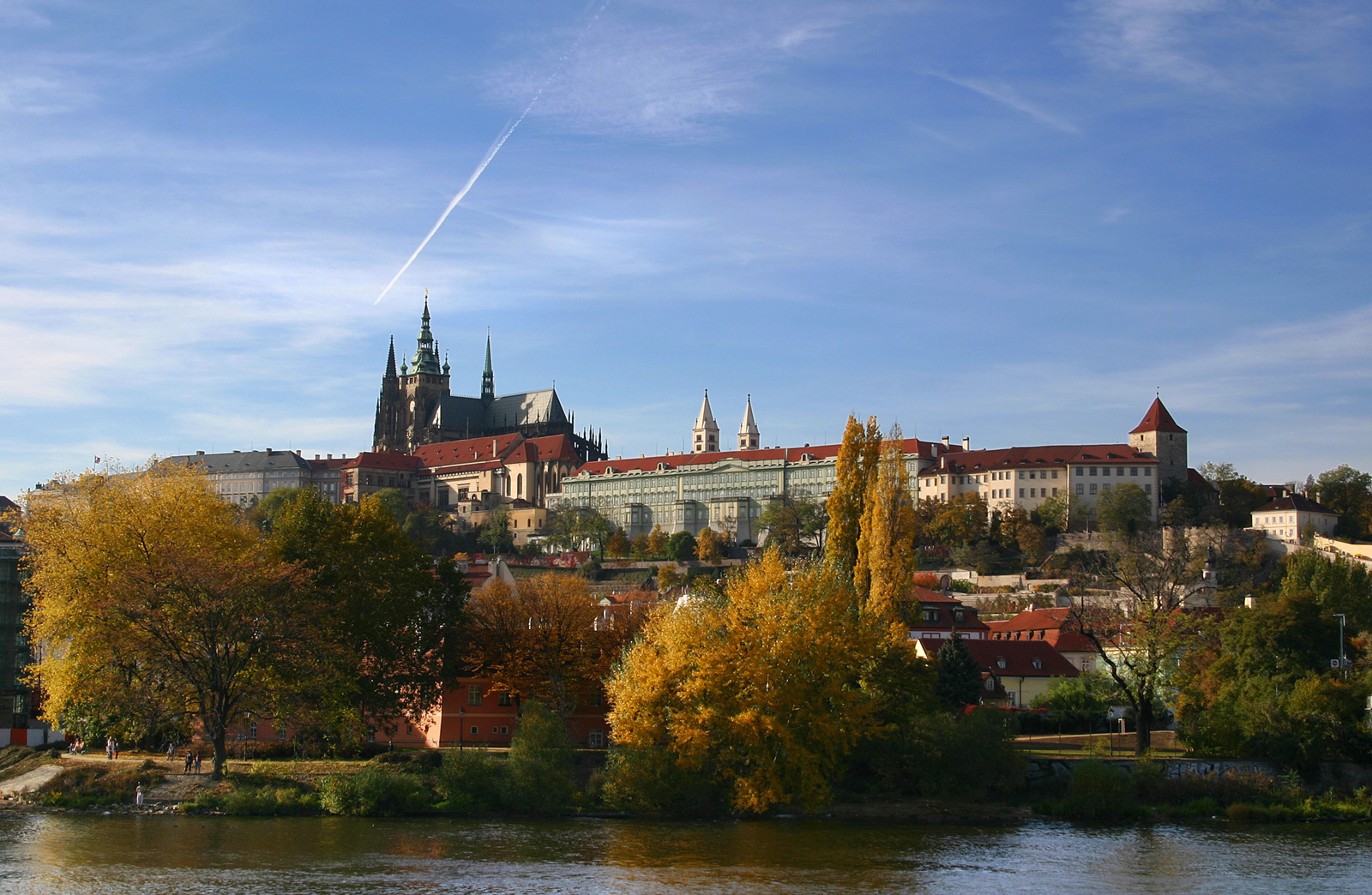
Vedere a catedralei și a Cetății Praga (deasupra râului Vltava)

După moartea lui Peter Parler în 1399, fiii lui, Wenzel Parler și, în special, Johannes Parler, i-au continuat munca; lor le-a succedat un anumit meșter Petrilk, care provenea, potrivit relatărilor, din atelierul lui Parler. Sub acești trei meșteri, au fost finalizate transeptul, turnul mare de pe latura de sud și frontonul care leagă turnul cu transeptul sudic. Pe sub acest portal poreclit Poarta de Aur (probabil datorită mozaicului auriu cu Judecata de Apoi) intrau regii în catedrală pentru ceremoniile de încoronare.
Întregul proces de construcție a intrat într-un impas odată cu începerea Războaielor Husite în prima jumătate a secolului al XV-lea. Războiul a pus capăt atelierului de lucru care a lucrat în mod constant timp de aproape un secol, iar mobilier din catedrală, zeci de tablouri și sculpturi, au suferit extrem de mult de pe urma iconoclasmului husit. Ca și cum nu era suficient, un incendiu mare a deteriorat în mod considerabil catedrala în anul 1541.

### Capela Sf. Venceslau

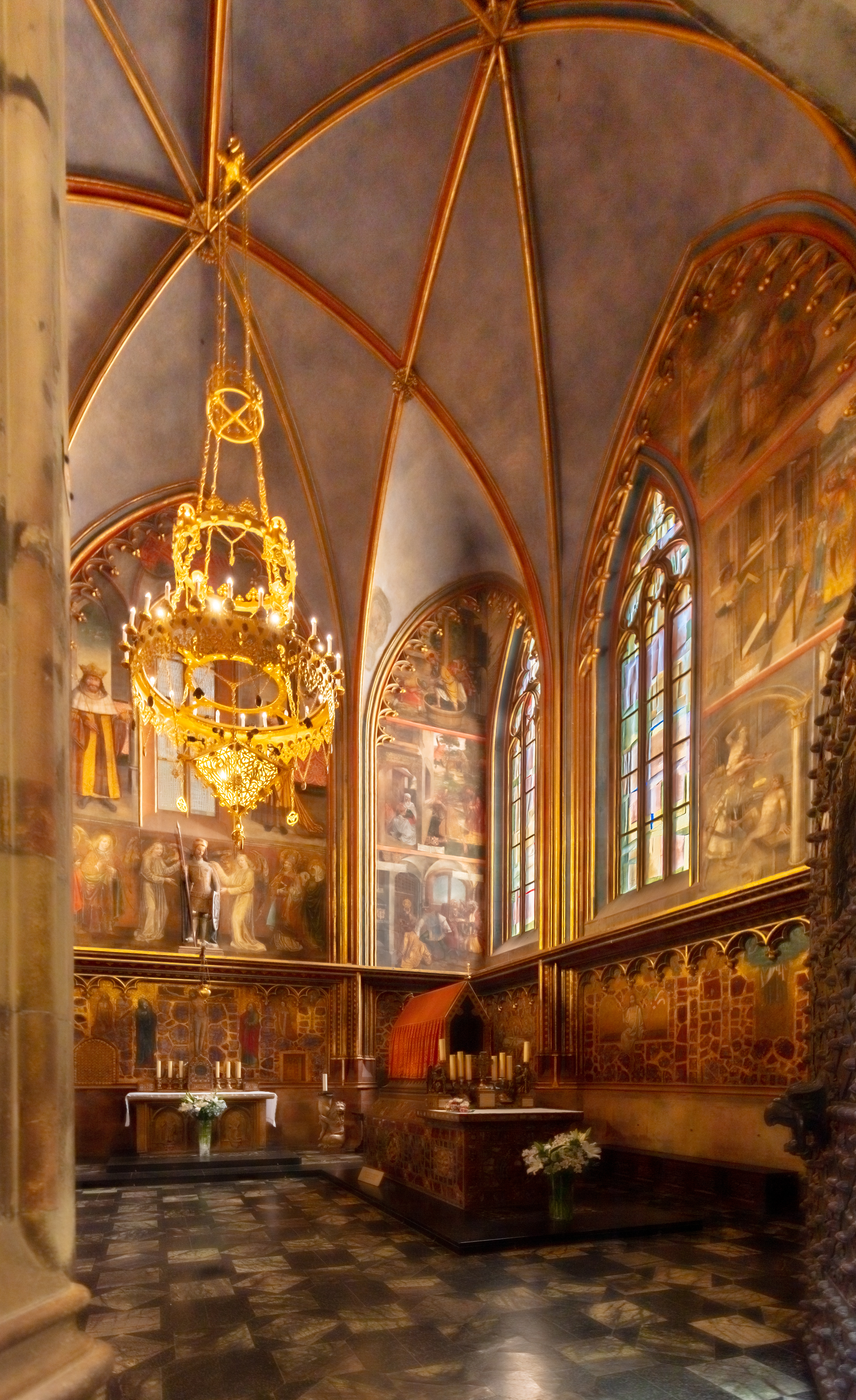
Capela Sf. Venceslau

Poate cel mai remarcabil loc din catedrală este Capela Sf. Venceslau, unde sunt păstrate moaștele sfântului. Încăperea a fost construită de Peter Parler între 1344 și 1364 și are o boltă cu nervuri. Partea de jos a pereților este decorată cu peste 1300 de pietre semiprețioase și picturi cu Patimile lui Cristos, ce provin din decorația originală a capelei din 1372-1373. Partea de sus a pereților conține picturi inspirate din viața Sf. Venceslau, realizate de Maestrul altarului din Litoměřice între 1506 și 1509. În mijlocul pereților există o statuie gotică a Sf. Venceslau creată de Jindrich Parler (nepotul lui Peter) în 1373. Capela nu este deschisă publicului, dar interiorul ei poate fi observat prin ușa deschisă. O ușă mică, cu șapte lacăte, în colțul sud-vestic al capelei, duce către Camera Coroanei unde se află Bijuteriile Coroanei Cehe, care sunt pezentate publicului doar o dată la fiecare (circa) opt ani.

## Renaștere și Baroc
În următoarele secole catedrala a rămas doar pe jumătate terminată. Ea era construită până la turnul mare și un transept, care a fost închis de un perete provizoriu. În locul navei cu trei abside care urma a fi construită se afla o clădire cu acoperiș din lemn, iar slujbele religioase aveau loc acolo. Mai multe încercări de a continua lucrările la catedrală au fost lipsite în mare parte de succes. În a doua jumătate a secolului al XV-lea, regele Vladislav Jagiello i-a comandat marelui arhitect renascentist-gotic Benedict Ried să continue lucrările la catedrală, dar lucrările au fost sistate la scurtă vreme după începere din cauza lipsei de fonduri. Încercările ulterioare de a termina catedrala au adus doar unele elemente renascentiste și baroce în clădirea gotică, mai ales spira barocă a turnului sudic și orga mare din aripa de nord a transeptului.

## Finalizarea catedralei în secolele al XIX-lea și al XX-lea

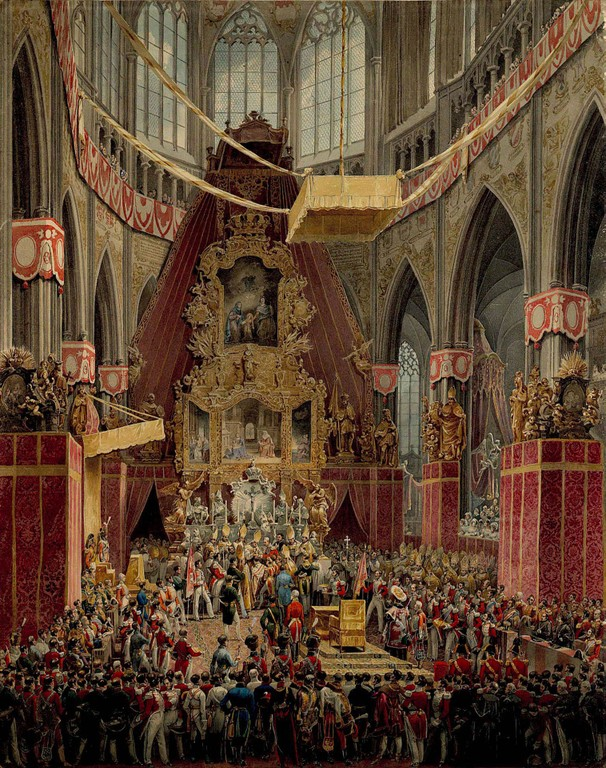
Încoronarea regelui Ferdinand al V-lea al Boemiei în 1836

În 1844 Vácslav Pešina, un canonic energic al Catedralei Sf. Vitus, împreună cu arhitectul neogotic Josef Kranner a prezentat un program pentru renovarea și completarea catedralei unui colectiv de arhitecți germani din Praga. În același an s-a înființat o societate cu numele de „Uniunea pentru finalizarea Catedralei Sfântul Vitus din Praga”, al cărei scop a fost să repare, să finalizeze și să elimine „tot ce-i mutilat și potrivnic din punct de vedere stilistic”. Josef Kranner a coordonat cea mai mare parte a lucrărilor de reparații din 1861 până în 1866, înlăturând decorațiile baroce considerate inutile și refăcând aspectul interior. În 1870 s-a pus fundația noii nave și în 1873, după moartea lui Kranner, arhitectul Josef Mocker a preluat lucrările de reconstrucție. El a fost cel care a proiectat fațada de vest într-un stil gotic clasic cu două turnuri, iar același design a fost adoptat, după moartea lui, de cel de-al treilea și ultimul arhitect ce a coordonat lucrările de restaurare, Kamil Hilbert.
În anii 1920 sculptorul Vojtěch Sucharda a lucrat la fațadă catedralei, iar celebrul pictor ceh în stil Art Nouveau Alfons Mucha a decorat vitraliile noi din partea de nord a navei. Fereastra Trandafirie a fost proiectată de František Kysela în anii 1925-1927. Această fereastră trandafirie de deasupra portalului prezintă scene din povestea biblică a creației. Până la momentul jubileului Sf. Venceslau din 1929, catedrala Sf. Vitus a fost terminată în cele din urmă, după aproape 600 de ani de la începerea construcției sale. În ciuda faptului că întreaga jumătate vestică a catedralei este un adaos neogotic, au fost utilizate în procesul de restaurare o mare parte a designului și elementelor proiectate de Peter Parler, oferindu-i catedralei un aspect unitar și armonios.

## Influență

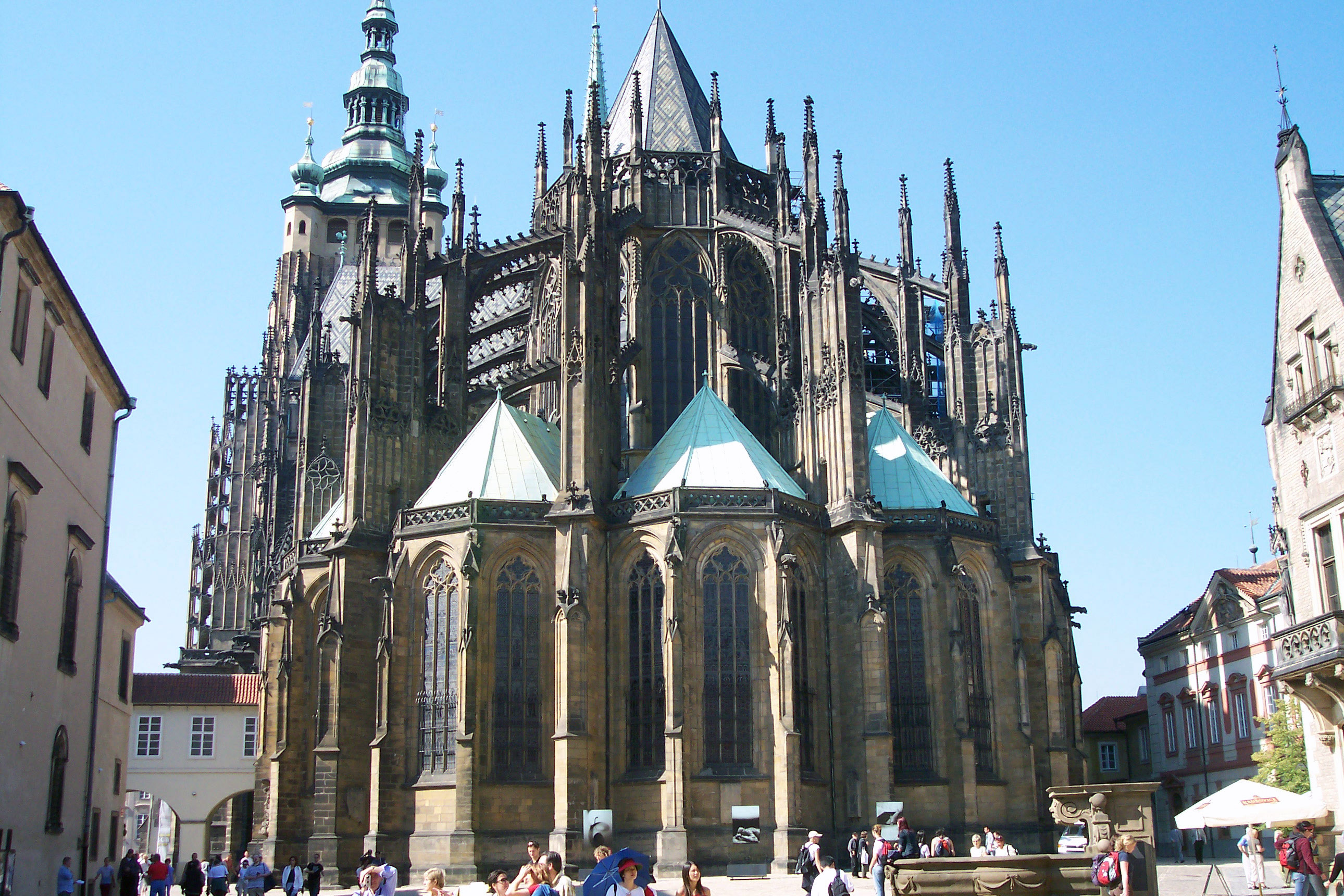
Partea estică al catedralei (1349)

Catedrala Sf. Vitus a avut o imensă influență asupra dezvoltării stilului gotic târziu caracteristic pentru Europa Centrală. Membrii atelierului lui Parler, precum și familia Parler (ambii implicați pe șantierul de construcție al catedralei Sf. Vitus) au proiectat numeroase biserici și clădiri din Europa Centrală. Printre aceste exemple notabile sunt catedrala Stephansdom din Viena, Catedrala Notre-Dame din Strasbourg, Catedrala, Biserica Sf. Marko din Zagreb și Biserica Sf. Barbara din Kutná Hora, ultima tot în Republica Cehă. Stilurile gotice regionale din Slovenia, nordul Croației, Austria, Republica Cehă și sudul Germaniei au fost toate influențate puternic de stilul arhitectonic al lui Parler.
Un interes special trezesc bolțile construite de Parler. Goticul târziu din Europa Centrală este caracterizat de bolți bogat ornamentate, o practică care a fost începută prin dezvoltarea de către Parler a unui sistem propriu de boltire pentru corul catedralei Sf. Vitus. Un alt stil gotic regional care prezintă, de asemenea, o ornamentație și o ingeniozitate uimitoare în proiectarea bolților este stilul perpendicular al goticului englez. Rămâne un semn de întrebare care dintre stiluri l-a influențat pe celălalt. Unii istorici de artă și arhitectură britanici au bănuit că este posibil ca Peter Parler să fi călătorit în Anglia, la un moment dat în viața lui, studiind marile catedrale gotice englezești, care l-ar fi inspirat apoi în munca sa la catedrala Sf. Vitus. Cu toate acestea, ținând cont de faptul că stilul perpendicular și utilizarea bolților extravagante în stilul gotic englezesc datează de la sfârșitul secolului al XIV-lea, este de asemenea destul de posibil că dezvoltarea goticului englezesc să fi fost influențată de Catedrala Sf. Vitus din Praga.

## Istoria mai nouă
În 1954, un decret guvernamental a trecut întreaga Cetate a Pragăi în proprietatea „întregului popor cehoslovac” și în administrarea Biroului Președintelui. După Revoluția de Catifea, reprezentanții bisericii au înaintate, începând din 1992, mai multe petiții pentru a afla care este de fapt proprietarul catedralei. După 14 ani, în iunie 2006, Tribunalul Municipal din Praga a decis că decretul din 1954 nu schimbă dreptul de proprietate asupra catedralei și proprietarul este Capitlul Mitropolitan de la Sf. Vitus. În septembrie 2006, Biroul Președintelui a predat administrarea catedralei către Capitlul Mitropolitan. Cu toate acestea, în februarie 2007, Curtea Supremă de Justiție de la Praga a anulat decizia Tribunalului Municipal și a returnat cazul către instanță. În septembrie 2007, Tribunalul Districtului Praga 7 a decis că catedrala este proprietatea Republicii Cehe, această hotărâre a fost confirmată de Tribunalul Municipal din Praga, iar Curtea Constituțională a respins apelul Capitlului Mitropolitan. Capitlul Mitropolitan a vrut să depună o plângere la Curtea Europeană pentru Drepturile Omului. Cu toate acestea, bunurile din interiorul catedralei aparțin, fără îndoială, Bisericii Romano-Catolice.
În mai 2010, noul arhiepiscop de Praga, Dominik Duka, și președintele statului, Václav Klaus, au declarat împreună că nu doresc să continue conflictele juridice cu privire la proprietarul catedralei. Ei au stabilit că cele șapte persoane care sunt în mod tradițional deținătorii cheilor Camerei Sfântului Venceslau în care se află Bijuteriile Coroanei Boemiei vor forma un consiliu care să coordoneze și să organizeze administrarea și utilizarea catedralei. Cu toate acestea, controversa cu privire la dreptul de proprietate al unor clădiri canonice continuă.
În 1997, cu ocazia aniversării a 1000 de ani de la moartea Sf. Voitechus, hramul bisericii a fost extins, fiind adăugați ca patroni ai bisericii, alături de Sfântul Vitus, și sfinții Venceslau și Voitechus (cunoscut în străinătate sub numele de Adalbert). Bazilica romanică anterioară a avut acest triplu patrocinium al principalilor sfinți boemi începând din 1038 când moaștele Sfântului Voitechus au fost plasate aici.

## Slujbe religioase
Slujbele religioase obișnuite din catedrală au loc astfel:
- Duminică: 08:30 Mesă, 10:00 Mesă (celebrată în latină în fiecare ultimă duminică din lună) și 17:00 Vecernie (cu excepția perioadei iulie-septembrie)
- Luni      07:00 Mesă
- Marți     07:00 Mesă
- Miercuri  07:00 Mesă
- Joi       07:00 Mesă
- Vineri:   07:00 Mesă, 18:00 Mesă
- Sâmbătă   07:00 Mesă

Spovezi: (în cehă și engleză)
- Duminica  09:30 – 10:00
- Vineri    17:30 – 17:50

## Galerie de imagini

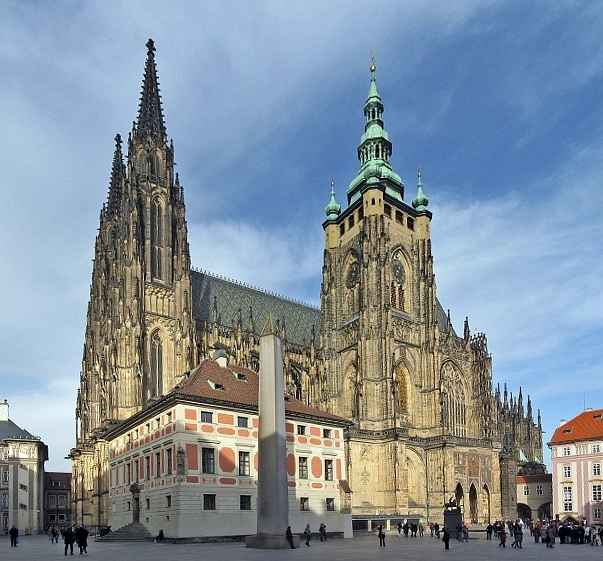
Latura de sud, cu Statuia Sfântului Gheorghe în dreptul intrării
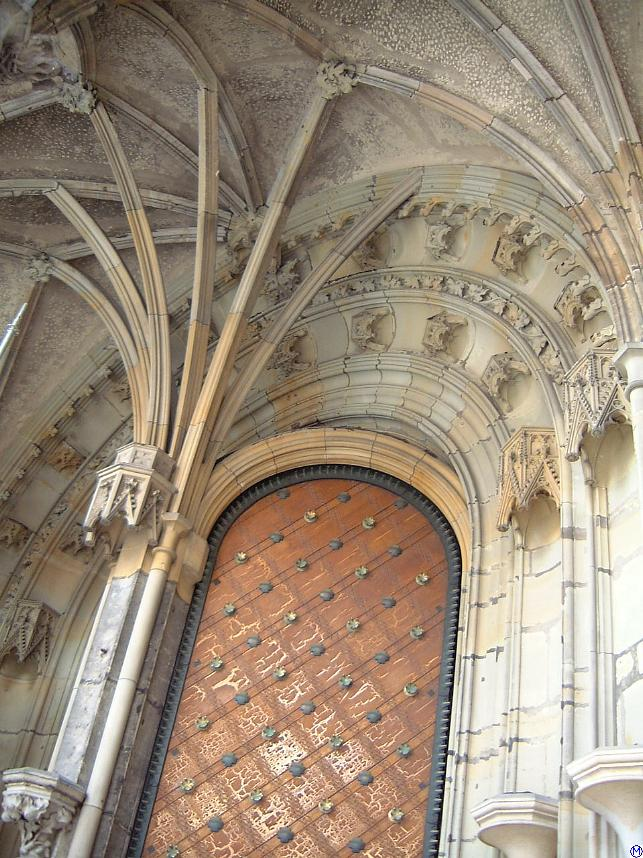
Ogivele gotice realizate de meșterul Peter Parler
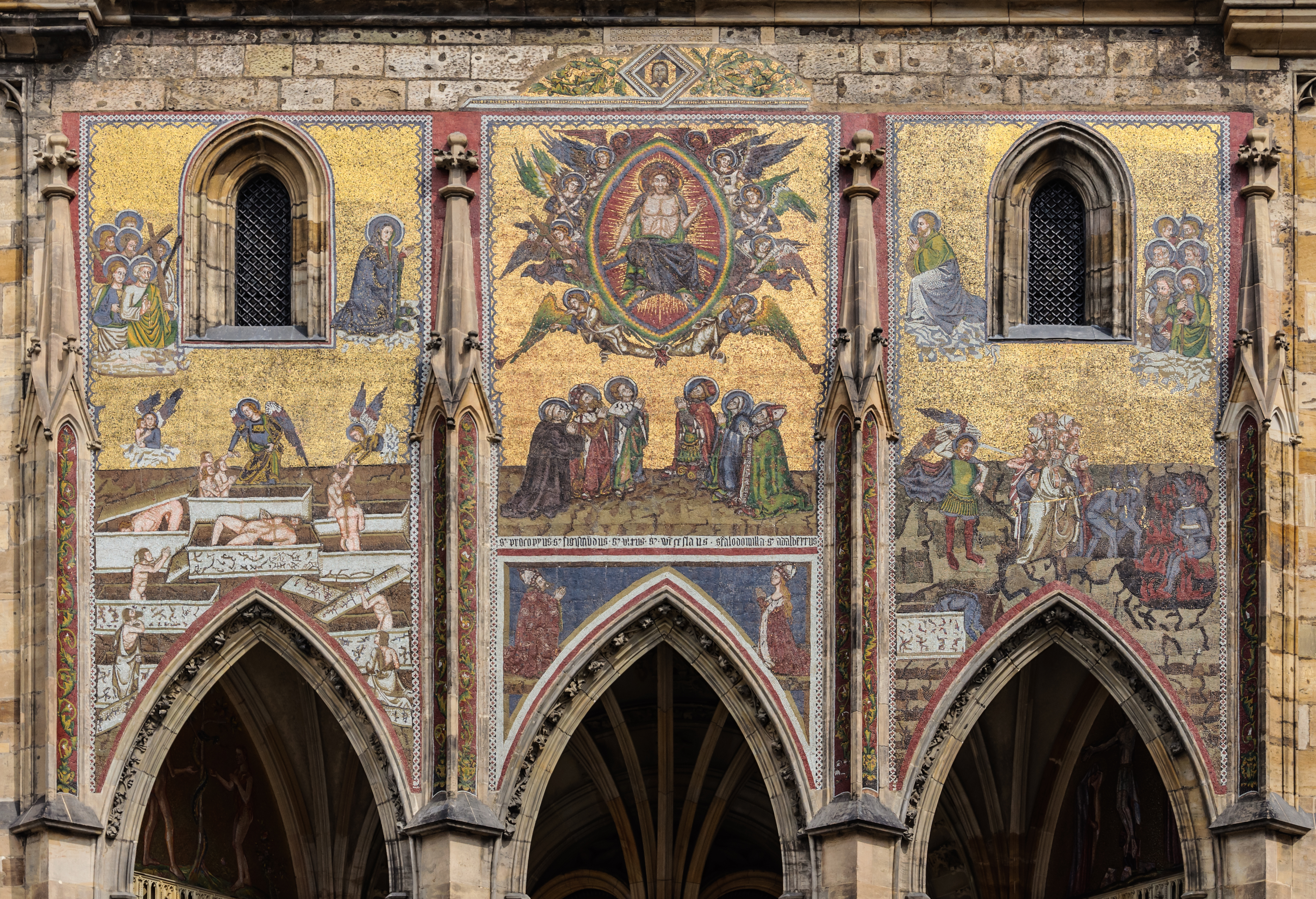
Judecata de Apoi, mozaic
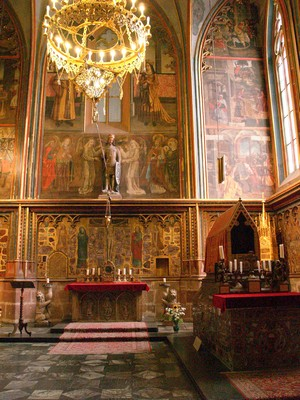
Mormântul sfântului Venceslau (în cehă Václav)
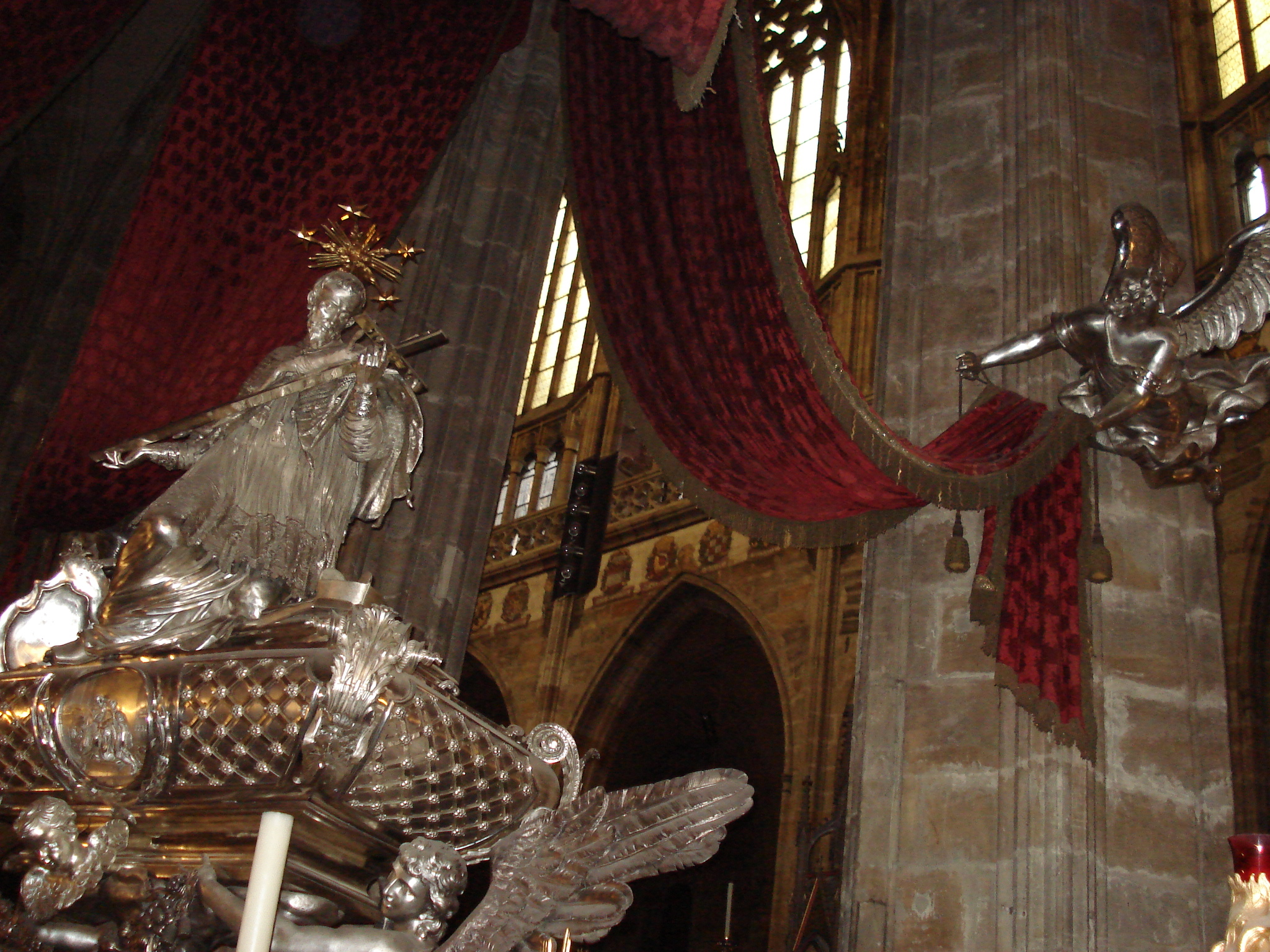
Mormântul sfântului Ioan Nepomuk
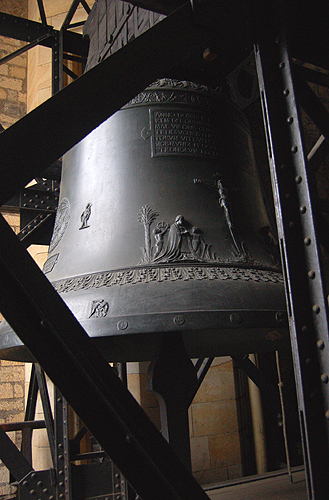
Clopotul Sigismund
Portalul de vest